# Стадион Генерал Севериано
Стадион генерал Севериано (порт. Estádio General Severiano), је био стадион у Рио де Жанеиро, Бразил. Изграђен је 1912. године и кориштен за Првенство Јужне Америке у фудбалу 1949. године. Овај стадион са 20.000 места користи ФК Ботафого.

## Историја стадиона
Стадион је изграђен 1912. године, отворен је 13. маја 1913. године утакмицом између Ботафога и Фламенга. Ботафого је победио са 1:0.
После десетогодишње реновације 28. августа 1938. године стадион је поново био отворен утакмицом између Ботафога и Флуминезеа, утакмица се завршила победом Ботафога 3:2. Стадион је затворен током седамдесетих, предсеник је тада био Чарлс Борер, када су Ботафогове просторије продате другој компанији. а срушен 1977. године.

## ЦТ Жоао Салдања
Игралиште за тренинге Жоао Салдања (Centro de Treinamento João Saldanha) је отворено 29. марта 2004. године на истом месту где је био стари стадион генерал Севериано. Ово помочно игралиште је именовано по Жоао Салдањи, новинару и навијачу, бившем тренеру и бившем председнику Ботафога.